# Helen Morse
Helen Morse (Harrow on the Hill, 24 gennaio 1947) è un'attrice australiana.

## Biografia
Dopo aver studiato all'istituto nazionale delle arti drammatiche a Sydney diventò un'attrice partecipando anche a numerosi telefilm come nel caso di Riptide e Homicide.
Fra i riconoscimenti più prestigiosi che ebbe vanta l'Australian Film Institute Awards per la miglior attrice per avere partecipato nel film  Caddie (1976).

## Partecipazioni teatrali
- Terror Australis
- The Woman in the Window by Alma de Groen
- Stephen Sondheim in A Little Night Music
- Stephanie Abrahams in Duet for One
- Blanche Dubois in A Streetcar Named Desire
- Title Role in Hedda Gabler
- Katherine Mansfield in The Rivers of China
- Barbara in Europe di Michael Gow
- Carlotta in Il giardino dei ciliegi
- Ariel in The Tempest
- Lizzie Morden in Our Country's Good
- Elizabeth Proctor in The Crucible
- Hannah in Arcadia di Tom Stoppard
- Away di Michael Gow
- Good Works di Nick Enright
- The Twilight Series
- Death and the Maiden con la Sydney Theatre Company

## Filmografia

### Cinema
- La frusta e la forca (Adam's Woman), regia di Philip Leacock (1970)
- Stone, regia di Sandy Harbutt (1974)
- La moglie del professore (Petersen), regia di Tim Burstall (1974)
- Picnic ad Hanging Rock (Il lungo pomeriggio della morte) (Picnic at Hanging Rock), regia di Peter Weir (1975)
- Caddie, regia di Donald Crombie (1976)
- Tapak Dewata Java, regia di Phillip Noyce - cortometraggio (1978)
- Il segreto di Agatha Christie (Agatha), regia di Michael Apted (1979)
- Far East, regia di John Duigan (1982)
- Lost, regia di Joey Kennedy - cortometraggio (2000)
- The Eye of the Storm, regia di Fred Schepisi (2011)
- Downriver, regia di Grant Scicluna (2015)

### Televisione
- Twelfth Night, regia di Ken Hannam - film TV (1966)
- The Runaway, regia di Storry Walton - film TV (1966)
- You Can't See Round Corners - serie TV, episodio 1x10 (1967)
- Australian Playhouse - serie TV, episodi 1x05-2x06 (1966-1967)
- Love and War - miniserie TV, episodio 1x05 (1967)

- Contrabandits - serie TV, episodio 1x03 (1967)
- The Queen's Bishop, regia di John Croyston - film TV (1968)
- Riptide - serie TV, episodio 1x17 (1969)
- Barrier Reef - serie TV, episodio 1x06 (1970)
- Spyforce - serie TV, episodi 1x08-1x12 (1971)
- The Resistible Rise of Arturo Ui, regia di Richard Wherrett - film TV (1972)
- Matlock Police - serie TV, episodio 2x56 (1972)
- Quartet - miniserie TV, episodio 1x02 (1972)
- Homicide - serie TV, episodi 4x19-7x03-9x23 (1967-1972)
- Crisis, regia di Bill Hughes - film TV (1972)
- The Kenneth Connor Show - serie TV (1972)
- Division 4 - serie TV, 6 episodi (1969-1974)
- Things That Go Bump in the Night - serie TV, episodio 1x03 (1974)
- Ryan - serie TV, episodi 1x14-1x38 (1973-1974)
- Marion - miniserie TV, 4 episodi (1974)
- This Love Affair - serie TV, episodio 1x11 (1974)
- A Touch of Reverence - miniserie TV (1974)
- Luke's Kingdom - miniserie TV, 13 episodi (1976)
- A Town Like Alice - miniserie TV, episodi 1x01-1x02-1x03 (1981)
- Silent Reach - miniserie TV, episodi 1x01-1x02 (1983)
- Iris, regia di Tony Issac - film TV (1984)
- City Homicide - serie TV, episodio 4x14 (2010)
- The Mystery of a Hansom Cab, regia di Shawn Seet - film TV (2012)
- Molly - miniserie TV, episodi 1x01-1x02 (2016)
- The Doctor Blake Mysteries - serie TV, episodi 2x08-3x04-4x04 (2014-2016)
- Barracuda - miniserie TV, episodi 1x02-1x04 (2016)